# Balnacoil
Balnacoil (Schots-Gaelisch: Baile na Coille) is een dorp in de Schotse lieutenancy Sutherland in het raadsgebied Highland in de buurt van Brora.